# Pokémon Link!
Pokémon Link! (también conocido como Pokémon Trozei! (ポケモントローゼ Pokemon Torōze?)) es un videojuego de puzles basado en el mundo Pokémon, perteneciente a la subsaga de Pokémon Puzzle League y Pokémon Puzzle Challenge, para Nintendo DS. Desarrollado por Genius Sonority y distribuido por Nintendo, salió al mercado japonés en octubre de 2005 y al mercado americano en marzo de 2006, y más adelante al mercado europeo en abril de 2006. Finalmente llegó al mercado coreano en mayo de 2007.

## Recepción
Pokémon Link! recibió reseñas generalmente positivas por parte de los críticos.

## Secuela
Durante el Nintendo Direct del 13 de febrero de 2014, Nintendo anunció la secuela de Pokémon Link!, titulada Pokémon Link: Battle!, que sería realizada en exclusiva para la eShop de Nintendo 3DS.